# Carissa bispinosa
Carissa bispinosa, grm ili manje drvo iz porodice zimzelenovki rašireno od Kenije na jug do Južnoafričke Republike i na zapad do atlantske obale
Listovi su nasuprotni, sitni, cvjetovi bijeli ili ružičasti, jajoliki, široko jajoliki ili jajoliko-eliptični, s glatkim rubom, sjajni tamnozeleni odozgo, blijedi odozdo. Plod je sitna, jajolika, jestiva, crvena bobica.

## Sinonimi
- Arduina acuminata E.Mey.
- Arduina bispinosa L.
- Arduina erythrocarpa Eckl.
- Arduina megaphylla Gand.
- Carandas arduina S.Moore
- Carissa acuminata (E.Mey.) A.DC.
- Carissa arduina Lam.
- Carissa bispinosa subsp. zambesiensis Kupicha
- Carissa cordata Fourc.
- Carissa cordata Dinter
- Carissa dinteri Markgr.
- Carissa erythrocarpa (Eckl.) A.DC.
- Carissa myrtoides Desf.
- Carissa sessiliflora Brongn. ex Pichon
- Carissa wyliei N.E.Br.
- Jasminonerium acuminatum (E.Mey.) Kuntze
- Jasminonerium bispinosum (L.) Kuntze
- Jasminonerium erythrocarpum (Eckl.) Kuntze